# Asediul orașului Calais (1940)
Asediul orașului Calais a fost o bătăile dusă pentru controlul orașului și portului Calais în timpul blitzkriegului german prin care Wehrmachtul a  ocupat nordul Franței în 1940. Luptele au precedat cu puțin evacuarea britanicilor din BEF (Corpul Expediționar) prin Dunkerque în timpul Operațiunii Dynamo. Cele două operațiuni au fost subiect de dezbateri pentru  multă vreme, existând păreri conform cărora sacrificarea garnizoanei britanice de la Calais a fost un preț prea mare plătit pentru reușita evacuării de la Dunkerque

## Contextul general

### Atacul german spre Canalul Mânecii
Pe 10 mai 1940, germanii au lansat o ofensivă împotriva Franței, Belgiei și Țărilor de Jos. În doar câteva zile, un puternic corp de blindate german a reușit să realizeze o străpungere a centrului frontului francez lângă Sedan și a continuat înaintarea în forță spre vest. Pe 21 mai, germanii au cucerit Abbeville la vărsarea râului  Somme, reușind astfel să izoleze unitățile militare aliate din nordul Franței și Belgia de restul trupelor din sud. 
Grupul de tancuri, în frunte cu XIX Panzerkorps de sub comanda generaluluiHeinz Guderian, a efectuat o manevră prin care a urmărit zdrobirea ariergărzii unităților aliate deja încercuite. Corpul blindat al lui Guderian era format din trei  divizii de tancuri (Panzer-Division) și o regiment de infanterie motorizată SS. Corpul de tancuri a înaintat de-a lungul țărmului Canalului Mânecii fără să întâmpine o rezistență notabilă, fiind doar ținta unora atacuri aeriene aliate. 

## Preludiu

### Desfășurarea trupelor britanice la Calais
„Porturile Canalului” este denumirea unui grup de porturi franceze din apropierea  Cap Gris Nez care asigură cea mai scurtă rută de traversare a Canalului Mânecii dinspre porturile Regatului Unit: Calais, Boulogne și Dunkerque (portul belgian Ostend fiind uneori luat în calcul). Acestea sunt porturi destinate în special transportului de persoane și, doar într-o mai mică măsură, celui de mărfuri. 
Atunci când au fost făcute planurile pentru desfășurarea unităților Corpului Expediționar Britanic (BEF), Marele Stat Major Imperial s-a folosit de experiența pe care o căpătase în prima conflagrație mondială. BEF folosise „porturile Canalului” ca principale baze logistice, chiar dacă ele se aflau la doar 30-40 km de linia frontului. Dacă germanii ar fi reușit în timpul Ofensivei din primăvara anului 1918 să străpungă liniile aliate și să cucerească aceste porturi, sau dacă doar ar fi reușit să le amenințe funcționarea, trupele britanice s-ar fi aflat într-o situație disperată. Din acest motiv, în 1939, Corpul Expediționar Britanic și-a plasat bazele mult mai la vest, în principal în porturile Le Havre și Cherbourg. Calais și celelalte porturi „ale Canalului” au fost folosite doar pentru transporturi mici ale personalului sau mărfurilor. Britanicii nu au pregătit din acest motiv nici un plan defensiv al acestor porturi. Apărarea lor a fost lăsată în seama unor unități de rezerviști francezi. 
După lansarea ofensivei germane din mai 1940, orașul și portul Calais au fost țintele unor bombardamente tot mai puternice, care au dezorganizat mișcările armatei și o confuzie generală, coloanele militare fiind stânjenite de coloanele de refugiați care se îndreptau spre oraș și cele ale refugiaților care încercau să părăsească portul. Pe 20 m ai, germanii au cucerit orașul Abbeville pe râul Somme, preluând controlul asupra ultimului pod peste râu pe drumul spre țărm, izolând practic BEF în Flandra și Picardia, fără nicio legătură cu bazele logistice. Responsabilii militari britanici au hotărât să transfere în mare grabă trupe în porturile Canalului, care urmau să fie folosite pentru reaprovizionarea BEF sau pentru evacuare. La Boulogne a fost repartizată o brigadă de infanterie de gardă. Mai multe unități britanice, care trebuiseră inițial să intre în componența Diviziei I blindată aflată în organizare la Pacy-sur-Eure (Normandia), au fost redirecționate către Calais. 

## Luptele

### Luptele de pe 23 mai
Pe 22 mai au sosit la Calais Regimentul al 3-lea regal de tancuri (3RTR), Bateria a 229-a antitanc de artilerie regală și Regimentul de infanterie „Regina Victoria” (QVR). Aceste mari unități nu erau complet pregătite pentru luptele care aveau să urmeze, transferul lor fiind făcut în mare grabă. Patru dintre cele douăsprezece tunuri antitanc ale bateriei nu au mai ajuns pe poziții. Regimentul al 3-lea de tancuri de sub comanda locotenent-colonelului  Reginald Keller era echipat cu 21 de tancuri ușoare Mk I. Tanchiștii regimentului nu au reușit să aibă până la data luptelor nicio tragere de antrenament, iar tunurile nu fuseseră reglate pentru luptă. De asemenea, nu toate tancurile aveau în dotare instalații radio de emisie-recepție. QVR comandat de locotenent-colonelul J.A.M Ellison-Macartney era o unitate de recunoaștere dotată cu motociclete, fiind încadrată cu militari rezerviști (Armata Teritorială). Din cauza unor greșeli de planificare, unitatea a sosit la Calais fără motociclete, înarmată doar cu arme ușoare. Dat fiind că era o unitate motorizată, aproape o jumătate dintre soldații ei erau clasificați ca șoferi, iar din punct de vedere dotării cu armament aceștia erau încadrați pe post de „cavaleriști”. Din acest ultim motiv, ei aveau în dotare doar pistoale. Șoferii au primit puști doar în momentul în care au izbucnit luptele. 
Regimentul de tancuri a primit ordinul să înainteze de la Calais la Boulogne, în sprijinul apărătorilor orașului aflat sub atacul german. Aghiotantul comandantului BEF, generalul Douglas Brownrigg, a cerut detașarea a câtorva tancuri pentru escortarea unui convoi de camioane cu alimente destinat unităților britanice din est. În după-amiaza zilei de 23 mai, grosul regimentului de tancuri a înaintat spre sud. 
Tanchiștii britanici au întâlnit la Guînes Kampfgruppe Kruger, o coloană formată din aproximativ jumătate dintre blindatele Diviziei I Panzer, care se apropia de Calais. Jumătate dintre tancurile britanice au fost distruse de germani în lupta de blindate care a urmat, iar cele care au supraviețuit  s-au retras spre Calais. Kampfgruppe Kruger a continuat înaintarea spre Calais, declanșând seara atacuri împotriva celor efectivelor celor două regimente de proiectoare ale artileriei britanice, ale căror soldați luptau ca infanteriști în estul orașului. 
Detașamentul de tancuri care escorta camioanele cu alimente a fost la rândul lui atacat de blindatele germen în timpul nopții. Camioanele au reușit să se retragă, câteva tancuri au înaintat spre Gravelines, unde au distrus mai multe blindate germane mai înainte să fie depășite de coloanele Wehrmachtului în dimineața zilei următoare. 

### Sosirea Brigăzii a 30-a
Între timp, grosul Brigăzii a 30-a de infanterie motorizată a sosit la Calais. Brigada era formată din Batalionul 1 pușcași (comandat de locotenent-colonelul Chandos Hoskyns) și Batalionul al 2-lea al Regimentului de pușcași regali, cunoscut și ca Regimentul al 60-lea pușcași (comandat de locotenent-colonelul Euan Miller). Cei mai mulți militari ai acestor două batalioane motorizate era soldați ai armatei regulate sau rezerviști cu un înalt grad de pregătire militară. Cele două batalioane erau dotate cu transportoare blindate de personal într-o proporție mai mare decât alte unități. În timpul debarcării însă, bombardamentele germane i-a silit pe comandanții vaselor britanice de transport să părăsească docurile mai înainte să descarce toate blindatele infanteriei. 
Comandantul brigăzii, generalul Claude Nicholson, și-a asumat comanda portului și a tuturor unităților britanice de acolo. Subunitățile franceze aflate aici, (o companie și jumătate de infaterie, patru grupe de mitraliori și două baterii de artilerie de 75 mm), au fost trecute de asemenea sub comanda generalului britanic.
Încă de pe 23 mai, Guderian ordonase Diviziei a 10-a Panzer, (comandată de generalul Ferdinand Schaal), să ocupe orașul și portul Calais. Atacul diviziei a fost încetinit la Amiens, deoarece unitățile de infanterie care trebuia să o înlocuiască a întârziat în luptele de pe maul sudic al râului Somme. Din acest motiv, întăririle britanice trimise la Calais au ajuns pe poziții cu 24 până la 48 de ore mai înaintea atacului diviziei blindate germane. Schaal s-a plâns pe 24 mai că militarii săi sunt obosiți după o luptă grea de două zile la Stonne și că a pierdut peste jumătate din tancuri și o treime din transportoare în timpul bătăliei de mai sus și ca urmare a atacurilor RAF.

### Organizarea defensivei Calaisului
Punctul central al defensivei orașului Calais era o citadelă, care data din secolul al XVI-lea, dar care fusese renovată, modificată și întărită de câteva ori de-a lungul timpului. Se pare că cel mai important obiectiv al orașului era din punctul de vedere al britanicilor triajul de cale ferată și cheurile portului (Gare maritime), care puteau fi folosite pentru reaprovizionare trupelor, trimiterea întăririlor sau evacuare militarilor. 
Orașul era înconjurat de fortificații. Fortificațiile originale erau formate din douăsprezece bastioane, legate între ele cu ziduri de apărare. În partea de sud, două bastioane și zidurile de apărare au fost demolate pentru ca să permită montarea liniilor de cale ferată. Apărarea bastioanelor din nord erau asigurată de rezerviști din marină și voluntari francezi aflați sub comanda căpitanului de fregată Carlos de Lambertye.
La aproximativ 1,6 km de fortificațiile de mai sus se afla fortul Nieulay. Două forturi care de la est și sud de fortificațiile principale erau în ruină. 
Nicholson a ordonat Regimentului al 60-leaa să ocupe poziții defensive în zona de vest, iar Brigăzii de pușcași să apere zona de est și o parte a fortificațiilor. O parte a pușcașilor regali au ocupat poziții avansate.  Restul miliarilor Restul miliarilor QVR, voluntarii din regimentul de proiectoare de căutare și militarii care asigurau operațiunile portuare au fost folosiți pentru întărirea pozițiilor celor două batalioane de infanterie. 

### Acțiunile de pe 24 mai
După ce tancurile diviziei germane au încercuit orașul, ele au fost atacate de artileria franceză de coastă din bastioanele aflate pe litoral. În cele mai multe cazuri, marinarii și tunarii din aceste bastioane au fost evacuați cu ajutorul șalupelor după ce au fost epuizate stocurile de proiectile de artilerie. Ofițerii au reușit însă să îi convingă pe militarii voluntari să rămână să apere fortificațiile.
Ferdinand Schaal a hotărât ca Regimentul 86 de infanterie (două batalioane) să atace orașul vechi și citadela, iar Regimentul 69 de infanterie (tot două batalioane) să ocolească orașul și să atace dinspre răsărit pentru cucerirea portului și Gării Maritime (Gare Maritime). În timpul atacului  german, fortul Nieulay a fost apărat până spre prânz de mai mulți militari ai QVR și francezi. Regimentul al 86-lea de infanterie germană a întârziat atacul principal comandat pentru că trebuit să cucerească mai întâi Sangatte și alte câteva poziții avansate. Obiectivul lor – zidurile fortificate ale orașului – nu au fost atacate decât în a doua jumătate a după amiezii. În sprijinul unităților defensive, insuficient de puternice în această parte de sud-vest, au sosit subunități amestecate. Apărătorii au rezistat atacului până la căderea nopții, când luptele au luat o pauză. Regimentul 59 german nu a putut să ia cu asalt pozițiile aliate până seara, pentru că au trebuit să înlocuiască unitățile Diviziei I Panzer. 
În timpul acelei zile, Nicholson a vorbit la telefon de mai multe ori cu responsabilii Ministerului de război, raportând evoluția luptelor. War Office se pare că a înțeles că apărătorii Calaisului nu pot face foarte mult pentru sprijinirea Corpului Expediționar Britanic și, mai mult chiar, orașul nu putea fi apărat cu succes nici dacă lui Nicholson îi erau trimise întăriri. Nicholson a fost informat că fusese hotărâtă „în principiu” evacuarea brigăzii sale. Din păcate, Nicholson a primit și multe informații neadevărate. De exemplu, el a primit telegrame care anunțau că mai multe unități britanice înaintau în sprijinul său dinspre Dunkerqur. Lui i s-a cerut prin urmare să continue lupta pentru „solidaritatea aliată”. 
Pe la mijlocul nopții, Nicholson a vorbit cu viceamiralul Somerville. Nicholson a afirmat că ar mai putea rezista dacă i-ar fi repartizată baterii de artilerie de câmp. Apărătorii Calaisului primiseră sprijinul artilerie distrugătoarelor Royal Navy  și a bombardierelor RAF, dar lipsa unui sistem de comunicații de încredere limita mult eficiența bombardamentelor navale și aeriene. 
Târziu în seara acelei zile, Guderian a primit ordinul de oprire a atacului peste râul Aa împotriva spatelui Corpului Expediționar Britanic. Cum ordinul venea direct de Adolf Hitler,  Guderian, care se remarcase până atunci prin ignorarea ordinelor superiorilor săi, a trebuit să se supună. Deși ordinul sublinia că orașul Calais urma să „fie lăsat pe seama Luftwaffe”, cucerirea lui s-a dovedit foarte dificilă, iar Guderian a decis să continue asaltul asupra orașului cu sprijinul puternic al bombardierelor în picaj Junkers Ju 87.

### Luptele de pe 25 mai
Nicholson era conștient că linia fortificațiilor era prea lungă și insuficient de rezistentă ca să poată fi apărată doar de două batalioane. În noaptea de 24/25 mai, el a hotărât să își retragă forțele pe un amplasament mai scurt, care cuprindea doar partea de nord a zidurilor fortificațiilor. Regimentul al 60-lea de infanterie era însărcinat cu apărarea orașului vechi. Cea mai importantă construcție defensivă a frontului lor era formată dintr-un canal și, datorită faptului că germanii nu au acționat rapid după retragerea britanicilor, aceștia din urmă au avut suficient timp pentru fortificarea podurilor și caselor de pe mal. Retragerea acestui regiment a lăsat Brigada de infanterie din cealaltă parte a portului într-o poziție mai puțin bine apărată. Brigada ocupa poziții defensive pe malul canalului du Marck, expuse atacului inamic de pe trei direcții. Nicholson și-a mutat cartierul general din clădirile Gării Maritime în citadela orașului. Aici au fost transferați și o parte a pușcașilor marini care sosiseră în timpul nopții din Chatham.
După o pregătire puternică de artilerie, Schaal a reluat dimineața atacul. Germanii au fost respinși, iar în după amiaza aceleiași zile a fost instituită o scurtă încetare a focului. În timpul acesteia, Schaal a făcut mai multe propuneri pentru capitularea unităților aliate. Una dintre aceste propuneri au fost înaintate de primarul orașului, care era îngrijorat de soarta concetățenilor săi, supuși unor bombardamente continui. După reluarea atacului, deși infanteriștii Regimentului al 60-lea a reușit să reziste, brigada de pușcași a fost obligată să se retragă spre fabrica de celuloză din apropierea portului și a Gării Maritime. 
În noaptea de dinaintea acestui atac și în timpul zilei, mai multe vase mici de pescuit, yahturi și alte vase mici preluaseră răniții din port. Nu a fost emis nici un ordin de evacuare a Brigăzii a 30-a. Ministrul de război Anthony Eden a emis o circulară inspirată de premierul Winston Churchill prin care se afirma doar că, „Ochii Imperiului sunt ațintite asupra apărării Calaisului”, dar puțini dintre cei care luptau pe continent au avut cunoștință de ea. 

### Căderea orașului Calais
În dimineața zilei de 26 mai, zona de nord a orașului Calais și citadela au fost bombardate de artilerie și de 200 de bombardiere germane. Apărătorii orașului au mai rezistat câteva ore.. Guderian l-a vizitat pe Schaal și i-a sugerat încetarea acțiunilor ofensive pentru ca să permită regruparea forțelor, mai înainte de asaltul final. Schaal era foarte încrezător că atacul pe care urma să îl declanșeze avea să fie încununat de succes. În după-amiaza acelei zile, germanii au traversat podurile peste canal și au intrat în oraș prin nord. Citadela a capitulat. Infanteriștii regimentului 60 au primit ordinul „fiecare pentru el”, dar puțini dintre ei au reușit să se evacueze. În cealaltă extremă a portului, Brigada de infanterie a fost obligată să se retragă în jurul bastionului 1, de la nord de Gara Maritimă, unde a organizat o ultimă linie de rezistență. 
Nicholson a capitulat alături de militarii din prejma sa în citadelă în jurul orei 16:00. În afară de militarii britanici, germanii au mai luat prizonieri militari francezi și belgieni rătăciți de unitățile lor, care luaseră parte puțin sau chiar deloc la lupte. Peste 3.000 de militari britanici și aproximativ 700 de francezi au fost luați prizonieri. Câțiva militari aliați, printre care și comandantul Regimentului 3 de tancuri, au reușit să își croiască drum prin Gravelines spre zona de evacuare Dunkerque, de unde au fost repatriați în Anglia. Iahtul Gulzar a fost eroul unei acțiuni îndrăznețe de salvare de pe 26 mai, în timpul căreia a preluat mai multe zeci de militari refugiați pe un dig din portul Calais.
Cifrele cu privire la pierderile germane – morți și răniți – nu sunt cunoscute, dar este posibil să se fi ridicat la câteva sute de oameni căzuți în cele trei zile de lupte grele. 

## Urmări
La o zi după pierderea Calaisului, britanicii au început evacuarea personalului militar de zona Dunkerque. Unii istorici militari consideră că rezistența de la Calais a fost de ajutor pentru salvarea Corpului Expediționar Britanic, care nu a fost astfel capturat. Pe de altă parte,  Guderian a  negat tot timpul o asemenea ipoteză, considerând că britanicii au scăpat în principal doar datorită ordinului expres dat de Hitler pe 23 mai pentru încetarea înaintării, generalul german ne uitând însă să amintească și de tenacitatea apărătorilor britanici. Guderian a afirmat că apărarea Calaisului a văduvit atacul german cu o divizie de tancuri, care ar fi fost folosită cu mai mult succes în altă parte a frontului. 
Generalul Nicholson nu a lăsat niciun raport cu privire la acest episod, el murind în captivitate pe 26 iunie 1943 la vârsta de 44 de ani. Locotenent colonelul Chandos Hoskyns, comandantul Brigăzii de pu șcași, a fost rănit grav pe 25 iunie și a murit în Anglia. Căpitanul de Lambertye, comandantul contingentului francez, a murit din cauza unui infarct în timp ce se afla în inspecție pe front pe 26 iunie. 
Printre soldații britanici luați prizonieri la Calais a fost și Airey Neave, un tânăr comandant de pluton din Brigada a 5-a de proiectoare de căutare de artilerie. Neave avea să se remarce prin prima evadare încheiată cu succes a unui britanic din lagărul de prizonieri de la Colditz și care a și reușit să se reîntoarcă în patrie. După ce a ajuns în Regatul Unit, Neave a lucrat în MI9. După război, Neave a intrat în politică, devenind membru al Partidului Conservator.